# 150
Cette page concerne l'année 150  du calendrier julien. Pour l'année 150 av. J.-C., voir 150 av. J.-C. Pour le nombre 150, voir 150 (nombre).
L'année 150 est une année commune qui commence un mercredi.

## Événements
- Le roi scythe Rudradaman Ier règne sur le Mâlvâ et le Goujerat, puis contrôle le Sind et le Rajasthan. Il laisse la première inscription correcte en sanskrit, qui relate ses exploits guerriers et la reconstruction d’un lac artificiel[1]. Sa dynastie règne jusque vers 338.

- 7 décembre : la plus longue éclipse solaire annulaire de l'Histoire a lieu, sur la période de 4000 av. J.-C. à 6000 de notre ère[2]. 
 D'une durée maximale de la phase annulaire de 12 min 23 s et d'un parcours situé essentiellement dans l'océan pacifique septentrional équatorial, seules terres touchées dans la soirée locale : la péninsule californienne et ce qui est de nos jours l'état mexicain du Chihuahua, au coucher du Soleil[3].